# Cedusa lumeda
Cedusa lumeda är en insektsart som beskrevs av Kramer 1986. Cedusa lumeda ingår i släktet Cedusa och familjen Derbidae. Inga underarter finns listade i Catalogue of Life.